# Route nationale 516a
La route nationale 516a ou RN 516a était une route nationale française reliant Saint-Genix-sur-Guiers au Pont-de-Beauvoisin.
À la suite de la réforme de 1972, elle a été déclassée en RD 916a.

## Ancien tracé
- Saint-Genix-sur-Guiers
- Belmont-Tramonet
- Le Pont-de-Beauvoisin